# Lambda Canis Majoris
Lambda Canis Majoris (λ Canis Majoris, förkortat Lambda CMa, λ CMa) som är stjärnans Bayerbeteckning, är en ensam stjärna belägen i den sydvästra delen av stjärnbilden Stora hunden. Den har en skenbar magnitud på 4,48 och är synlig för blotta ögat där ljusföroreningar ej förekommer. Baserat på parallaxmätning inom Hipparcosuppdraget på ca 7,7 mas, beräknas den befinna sig på ett avstånd av ca 425 ljusår (ca 130 parsek) från solen. På det beräknade avståndet minskar dess skenbara magnitud med en skymningsfaktor på 0,14 på grund av interstellärt stoft.

## Nomenklatur
För medeltida islamiska astronomer utgjorde denna stjärna, tillsammans med ζ CMa, γ Col, δ Col, θ Col, κ  Col, λ Col, μ Col och ξ Col, Al Ḳurūd ( ألقرد - al-qird ), ”aporna”.

## Egenskaper
Lambda Canis Majoris är en blå till vit stjärna i huvudserien av spektralklass B4 V. Den har en massa som är ca 5,7 gånger större än solens massa, en radie som är ca 2,6 gånger större än solens och utsänder från dess fotosfär ca 560 gånger mera energi än solen vid en effektiv temperatur på ca 16 300 K.